# Distrito de Sabaino
El distrito de Sabaino es uno de los 7 distritos de la provincia de Antabamba  ubicada en el departamento de Apurímac, bajo la administración del Gobierno regional de Apurímac, en el sur del Perú.
Desde el punto de vista jerárquico de la Iglesia católica forma parte de la Diócesis de Abancay la cual, a su vez, pertenece a la Arquidiócesis de Cusco.

## Historia
El distrito fue creado mediante Ley del 20 de agosto de 1872, en el gobierno del Presidente Manuel Pardo y Lavalle.

## Geografía
La ciudad de Antabamba se encuentra ubicada en los Andes Centrales. Está a 3 457 m s. n. m.
- Su superficie es de 178.77 km²
- Tiene una población estimada de 1372 habitantes en 2005.

## Autoridades

### Municipales
- 2011-2014[3]
  - Alcalde: Marcelino Rojas Ramírez, Partido Aprista Peruano
  - Regidores: Luis Chaccara Contreras  Abel Zanabria Páucar (A, Agustín Mendoza Zela  Duilia Alicia Ampuero Contreras Ysaías Huamán Valderrama (Poder Popular Andino).
- 2007-2010
  - Alcalde: Marcelino Rojas Ramírez.

## Festividades
- Reyes Magos.
- Virgen de la Natividad.